# Dongman
Dongman (xinès tradicional: 動漫, xinès simplificat: 动漫, pinyin: Dòngmàn) és un portmanteau de donghua i manhua, utilitzat com a terme paraigua per a referir-se a l'animació i els còmics fets a la Xina, especialment aquells amb un estil semblant als del còmic japonés. El terme dongman sovint s'utilitza erròniament per referir-se exclusivament a l'animació, mentre que de fet hauria d'incloure tant el donghua com el manhua.
El terme és anàleg al de manganime, i comença a utilitzar-se a partir de la dècada del 1980, quan apareix el xin manhua, o nous estils de manhua, allunyats de les antigues narratives com les del lianhuanhua, i més semblants a les japoneses. Inicialment s'utilitzà el terme Guochan Dongman, (xinès simplificat: 国产动漫, pinyin: Guóchǎn Dòngmàn, literalment 'Còmics domèstics'), si bé posteriorment s'ha utilitzat la versió resumida. Alhora, el terme Dongman també s'ha utilitzat per a definir el còmic i animació japonesa en general, ús rebutjat pels més puristes.
Més recentment, s'ha proposat el terme Donghua per a referir-se a l'animació xinesa.